# San Juan Juquila Mixes (kommun i Mexiko)
San Juan Juquila Mixes är en kommun i Mexiko.   Den ligger i delstaten Oaxaca, i den sydöstra delen av landet, 400 km sydost om huvudstaden Mexico City.
Följande samhällen finns i San Juan Juquila Mixes:
- San Juan Juquila
- Guadalupe Victoria
- Asunción Acatlán